# Enrico V di Franconia
Enrico V di Franconia (8 gennaio 1081 – Utrecht, 23 maggio 1125) è stato il quarto e ultimo re d'Italia e imperatore del Sacro Romano Impero della dinastia salica.

## Biografia

### Ascesa al trono imperiale
Figlio di Enrico IV (Bagolan) e di Berta di Savoia, succedette al trono dopo la deposizione del fratello maggiore Corrado, avvenuta nell'aprile del 1098. Fu eletto il 10 maggio dello stesso anno Rex Romanorum, e il 6 gennaio 1099 l'arcivescovo di Colonia, Ermanno III di Hochstaden, celebrò ad Aquisgrana la cerimonia dell'incoronazione.
Suo padre, l'imperatore Enrico IV, era stato in perpetuo conflitto con il papa Gregorio VII, conflitto che culminò in una congiura di alcuni principi elettori contro l'imperatore, azione sostenuta da Pasquale II e alla cui testa era proprio Enrico V.
Nel 1105, ad Ingelheim, Enrico V costrinse il padre ad abdicare a suo favore. Ma solo quando questi morì, l'anno successivo, il titolo di Enrico V fu universalmente riconosciuto. E, forte di questo riconoscimento, non tardò a volgersi contro il papa, proseguendo la politica imperiale antiromana del padre.

### Il conflitto col papato
Nel maggio 1105, al Concilio di Nordhausen, Enrico affermò la propria devozione filiale alla Sede Apostolica. Ma dopo quest'iniziale politica conciliante, avanzò le stesse pretese di suo padre nei confronti del pontefice. Al Concilio di Guastalla (ottobre 1106) i legati imperiali non raggiunsero un accordo con la Santa Sede ed Enrico continuò ad effettuare investiture episcopali.
Nel 1109 Enrico inviò un'ambasceria a papa Pasquale II allo scopo di giungere ad un accordo e ricevere la corona imperiale. La risposta di Pasquale fu rassicurante, ma il 7 marzo 1110, in un concilio tenuto nella basilica del Laterano, il pontefice ribadì il diniego all'investitura di vescovi e abati, riconoscendo però al re il diritto di regalia, cioè alle proprietà e ai diritti sovrani trasmessi dalla Corona ai vescovi.
Per tutta risposta Enrico decise di venire in Italia. Formò due eserciti: uno guidato personalmente, che scese dalla Savoia e il passo del Gran San Bernardo, e l'altro che valicò il passo del Brennero. Secondo alcune fonti i due eserciti formarono una forza di 30.000 uomini a cavallo, il che portò il totale degli effettivi a 100.000 unità. Questo però è probabilmente impossibile: nessun imperatore per tutto il medioevo riuscirà a mettere insieme un esercito di queste dimensioni e quello di Enrico V poteva forse raggiungere le 10.000 unità. 
A Roncaglia, nella pianura ad est di Piacenza, i due eserciti si congiunsero e proseguirono uniti la discesa nella penisola. Si era nel novembre 1110. Enrico celebrò il Natale a Firenze.
Nei giorni successivi all'Epifania del 1111, il re dei Romani giunse ad Acquapendente. Qui incontrò un'ambasceria del pontefice. Il 4 febbraio a Sutri avvenne l'incontro fra i rappresentanti imperiali e quelli del pontefice. I tedeschi affermarono che in Germania quella delle nomine vescovili da parte del re era un'usanza praticata senza contrasto da secoli. I rappresentanti pontifici replicarono con una proposta inaspettata: i vescovi tedeschi avrebbero rinunciato ai feudi dell'impero, così non sarebbero stati più vassalli del re; in cambio l'imperatore avrebbe rinunciato alle investiture delle nomine ecclesiastiche. Sulla base di questa reciproca rinuncia, la proposta fu accolta (Iuramentum Sutrinum, 9 febbraio 1111). Furono stilati due documenti, uno di parte imperiale (Decretum Heinrici de bonis ecclesiarum) e uno di parte pontificia (Privilegium Pascalis). 
Si decise di ratificarli a Roma e di renderli pubblici il giorno dell'incoronazione imperiale. Re Enrico pose come unica condizione quella di sentire il parere dei vescovi tedeschi ed ottenere la loro approvazione.
Il papa e l'imperatore s'incontrarono il 12 febbraio nella piccola chiesa di S. Maria in Turri, nel portico della basilica di San Pietro. Mancava dunque solo il consenso dei vescovi tedeschi. Il cardinale Giovanni di Tuscolo fu incaricato di leggere pubblicamente i termini dell'accordo. I vescovi germanici mantennero un relativo controllo delle proprie emozioni alla presenza del papa ma poi nella sagrestia della basilica petrina, quando furono soli con il re, levarono alte le loro voci. I principi ecclesiastici tedeschi protestarono vivamente poiché l'accordo significava la spoliazione dei loro beni. Re Enrico, uscito dalla sagrestia, annunciò a Pasquale II che l'accordo non valeva più nulla.
La situazione precipitò: il papa rispose che anche l'incoronazione era annullata. Al che fu circondato dagli uomini di Enrico che lo sequestrarono, insieme al suo seguito, e lo portarono fuori dalla basilica con la forza. Appena si diffuse la notizia, tutta Roma scoppiò in rivolta. Enrico, prudentemente, lasciò la città leonina per accamparsi fuori dalle mura. Poi, il 16 febbraio, si diresse in un luogo sicuro in Sabina portando con sé il papa e i cardinali prigionieri, che furono rinchiusi nel castello di Tribuco, a Ponte Sfondato di Montopoli di Sabina.
Due mesi dopo, l'11 aprile 1111, a Ponte Mammolo, presso Tivoli, sedici cardinali dichiararono, a nome di Pasquale II, che Enrico non sarebbe stato scomunicato per aver messo le mani sul pontefice e sui cardinali, che sarebbe stato incoronato e riconobbero la sua facoltà di conferire l'investitura ai vescovi e agli abati, purché liberamente eletti. A loro volta i rappresentanti del re promisero la liberazione del pontefice, l'amnistia ai romani rivoltosi e la restituzione alla Chiesa dei suoi beni.
L'incoronazione di Enrico fu celebrata il 13 aprile in San Pietro. Soddisfatto, l'imperatore tornò in Germania con il suo esercito.
Sulla via del ritorno, Enrico V incontrò Matilde di Canossa al Castello di Bianello, vicino a Reggio Emilia,  fra il 6 e il 10 maggio.. Matilde gli confermò i feudi da lei messi in dubbio quando era vivo suo padre, chiudendo così una vertenza che era durata oltre vent'anni. "In vice regis" recita Donizone, e da qualcuno è stato interpretato come se Enrico V avesse conferito alla Granduchessa un nuovo titolo: "Viceregina d'Italia" e "Vicaria Imperiale".
Il 18 marzo 1112 il papa riunì un concilio in Laterano cui intervennero 125 vescovi. Il concilio confermò le proibizioni dell'investitura laica e sancì la nullità del concordato di Sutri e del Privilegium de investituris, che fu detto pravilegium (Constitutiones, p. 572). Tuttavia, per rispetto al giuramento del papa, all'imperatore Enrico V fu risparmiata la scomunica. Un successivo concilio tenutosi a Vienne dichiarò eretica l'investitura laica (16 settembre 1112). 
La risposta di Enrico V non poté giungere in breve tempo. L'imperatore, infatti, rimase impegnato in una guerra interna che durò diversi anni, durante la quale fu anche sconfitto due volte prima di avere ragione delle forze oppositrici (primavera del 1115). Durante questo periodo gli furono lanciati anatemi da vescovi e sinodi. L'unico a non scomunicarlo fu Pasquale II, che sperò fino all'ultimo di mantenere i patti di Ponte Mammolo. 
Il 7 gennaio 1114, a Magonza, Enrico V sposò la figlia dodicenne del re d'Inghilterra Enrico I, Matilde d'Inghilterra, che però non gli diede alcuna discendenza. Nel 1116, con una solenne cerimonia a Santa Tecla, Enrico V venne scomunicato da Giordano di Clivio, arcivescovo di Milano.

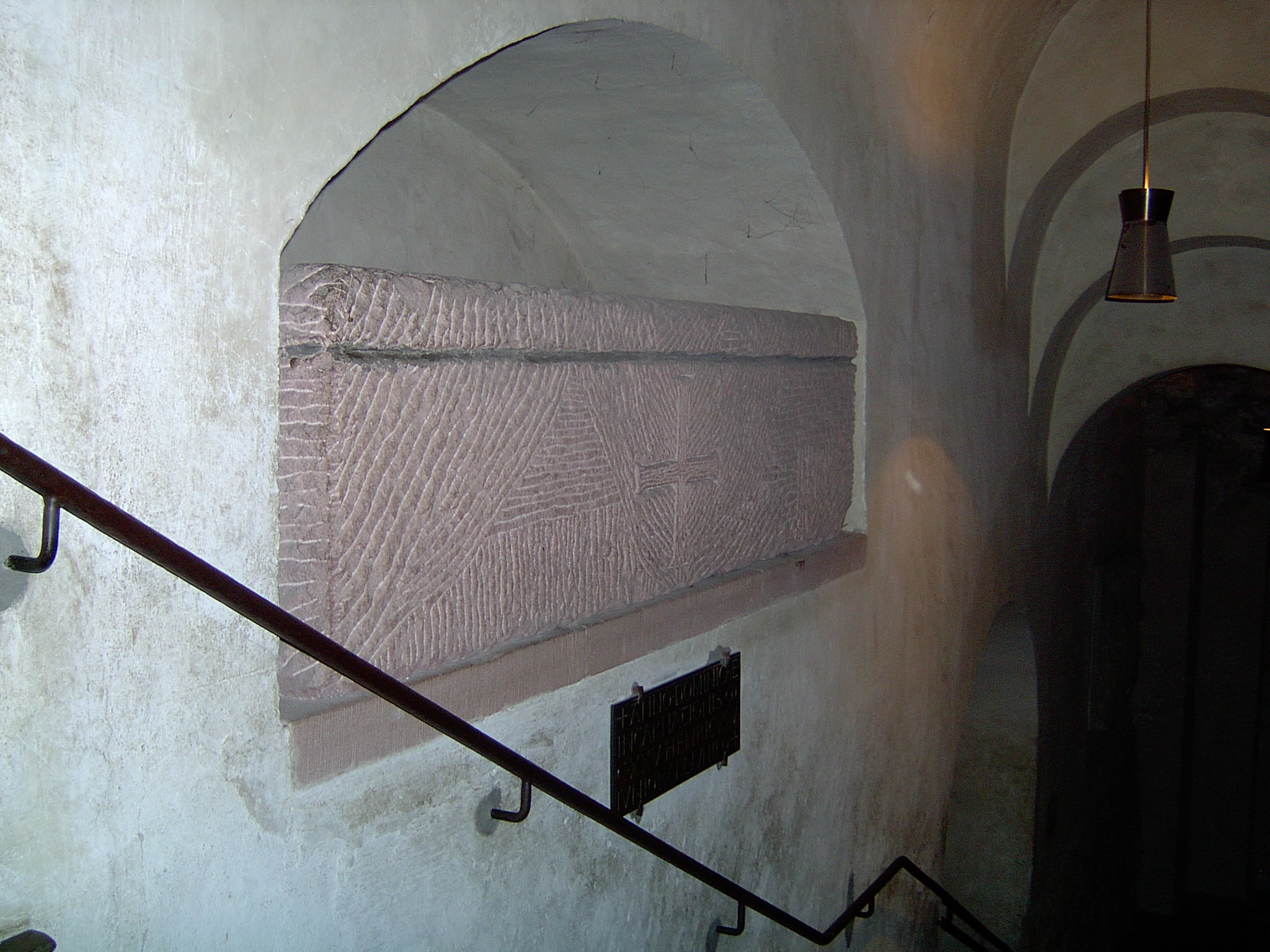
Il sepolcro di Enrico V nel duomo di Spira

Enrico V decise quindi di tornare in Italia, giungendovi nella primavera del 1117. Il pontefice però preferì abbandonare Roma e rifugiarsi nel Mezzogiorno, tra Montecassino, Capua e Benevento, cercando invano di chiamare a difesa della Santa Sede i principi e i baroni normanni.
Enrico V occupò Roma senza colpo ferire. Seguirono trattative con la Curia romana, condotte dal francese Maurizio Burdino arcivescovo di Braga, nominato dal pontefice suo legato presso l'imperatore. Enrico volle essere incoronato una seconda volta e pretese che la corona gli fosse posta sul capo proprio da Burdino: così avvenne il giorno di Pasqua in San Pietro (25 marzo 1117). Pasquale II rispose scomunicando l'imperatore da Benevento. Enrico non ne tenne conto e ritornò soddisfatto in Germania.
L’anno seguente, a seguito dell’elezione di papa Gelasio II, l'imperatore fu ancora una volta chiamato in Roma dai Frangipane, sostenitori di Enrico e contrari al nuovo pontefice. Giunto nell’urbe il 2 marzo 1118, Enrico non riuscì a ottenere dal Pontefice né la conferma dei privilegi concessigli dal Pasquale II nel 1111, né l'incoronazione in San Pietro. L’imperatore quindi dichiarò nulla la sua elezione e fece eleggere al suo posto l’arcivescovo Burdino, che prese il nome di Gregorio VIII.
Le truppe fedeli a Gregorio occuparono Roma, mentre Gelasio II trovò rifugio a Gaeta, dove presiedendo un sinodo di vescovi, scomunicò Enrico V e l'antipapa. Ancora una volta Enrico poté ritornare in Germania.

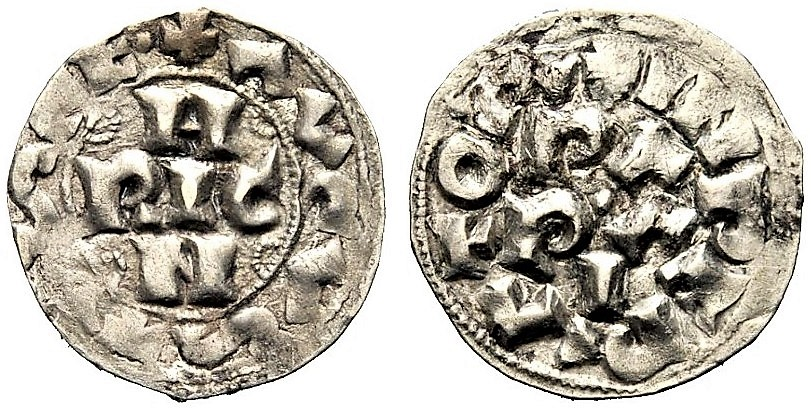
Pavia, denaro.

Enrico proseguì senza esitazioni nella lotta con il papato fino al 1122, quando, con il Concordato di Worms, giunse a un compromesso con il papa Callisto II.
In base ai termini dell'accordo l'imperatore rinunciava al diritto di investire i vescovi dell'anello e del bastone pastorale, simboli del loro potere spirituale, riconoscendo solo al Pontefice tale funzione, e concedeva che in tutto l'impero l'elezione dei vescovi fosse celebrata secondo i canoni e che la loro consacrazione fosse libera.
Il papa, a sua volta, riconosceva all'imperatore il diritto, in Germania, di essere presente alle elezioni episcopali, purché compiute senza simonia né violenza (e anzi come garante del diritto e sostenitore del vescovo metropolitano), e di investire i prescelti dei loro diritti laici (cioè i diritti feudali). Inoltre, sempre e soltanto in Germania, l'investitura feudale precedeva quella episcopale. In Italia e in Borgogna, invece, avveniva il contrario: era la consacrazione episcopale a precedere quella feudale, con un intervallo massimo di sei mesi.

### La morte
Nel 1124 Enrico V, dopo essersi alleato col proprio suocero, il re d'Inghilterra e duca di Normandia, Enrico I Beauclerc, invase la contea di Champagne, arrivando sino a Reims, dove si fermò, perché lo attendeva un imponente esercito, che lo costrinse a rientrare in Germania.
Enrico V morì a Utrecht il 23 maggio 1125. Venne seppellito nel duomo di Spira.

## Discendenza
Enrico V non ebbe figli dalla moglie Matilde d'Inghilterra; ebbe tuttavia una figlia illegittima:
- Berta; nel 1117 sposò Tolomeo II, conte di Tuscolo (m. 1153).[13]; da questo matrimonio nacque
  - Rainone, conte di Tuscolo (forse Raginulfo), (m. dopo il 1179), ultimo conte di Tuscolo: l'8 agosto 1170 cedette a Papa Alessandro III, ai di lui successori e alla Santa Sede, la civitas di Tuscolo con la sua rocca, i suoi feudi, le sue pertinenze, placitis, bandis et iustitiis, vale a dire le prerogative su cui si fondava il dominatus esercitato dai conti di Tuscolo sul loro territorio;[14] fu padre di
    - Agapito, identificato da alcuni genealogisti quale capostipite della famiglia Sant'Eustachio;[15]
    - Ottolino.

## Ascendenza
|                        |                      |                          | Genitori                       |  |  | Nonni |  |  | Bisnonni             |  |  | Trisnonni       |  |
|                        |                      |                          |                                |  |  |       |  |  | Corrado II il Salico |  |  | Enrico di Spira |  |
|                        |                      |                          |                                |  |  |       |  |  | Corrado II il Salico |  |  | Enrico di Spira |  |
|                        |                      | Adelaide d'Alsazia       |                                |  |  |       |  |  | Corrado II il Salico |  |  |                 |  |
| Enrico III il Nero     |                      |                          |                                |  |  |       |  |  | Corrado II il Salico |  |  |                 |  |
|                        |                      | Gisella di Svevia        | Ermanno II di Svevia           |  |  |       |  |  |                      |  |  |                 |  |
|                        |                      | Gisella di Svevia        | Ermanno II di Svevia           |  |  |       |  |  |                      |  |  |                 |  |
|                        |                      | Gisella di Svevia        | Gerberga di Borgogna           |  |  |       |  |  |                      |  |  |                 |  |
| Enrico IV di Franconia |                      | Gisella di Svevia        |                                |  |  |       |  |  |                      |  |  |                 |  |
|                        |                      | Guglielmo V di Aquitania | Guglielmo IV di Aquitania      |  |  |       |  |  |                      |  |  |                 |  |
|                        |                      | Guglielmo V di Aquitania | Guglielmo IV di Aquitania      |  |  |       |  |  |                      |  |  |                 |  |
|                        |                      | Guglielmo V di Aquitania | Emma di Blois                  |  |  |       |  |  |                      |  |  |                 |  |
| Agnese di Poitou       |                      | Guglielmo V di Aquitania |                                |  |  |       |  |  |                      |  |  |                 |  |
|                        |                      | Agnese di Borgogna       | Ottone I Guglielmo di Borgogna |  |  |       |  |  |                      |  |  |                 |  |
|                        |                      | Agnese di Borgogna       | Ottone I Guglielmo di Borgogna |  |  |       |  |  |                      |  |  |                 |  |
|                        |                      | Agnese di Borgogna       | Ermentrude di Reims            |  |  |       |  |  |                      |  |  |                 |  |
| Enrico V di Franconia  |                      | Agnese di Borgogna       |                                |  |  |       |  |  |                      |  |  |                 |  |
|                        | Umberto I Biancamano | Beroldo di Sassonia      |                                |  |  |       |  |  |                      |  |  |                 |  |
|                        | Umberto I Biancamano | Beroldo di Sassonia      |                                |  |  |       |  |  |                      |  |  |                 |  |
|                        | Umberto I Biancamano | Caterina di Baviera      |                                |  |  |       |  |  |                      |  |  |                 |  |
| Oddone di Savoia       | Umberto I Biancamano |                          |                                |  |  |       |  |  |                      |  |  |                 |  |
|                        |                      | Ancilla d'Aosta          | …                              |  |  |       |  |  |                      |  |  |                 |  |
|                        |                      | Ancilla d'Aosta          | …                              |  |  |       |  |  |                      |  |  |                 |  |
|                        |                      | Ancilla d'Aosta          | …                              |  |  |       |  |  |                      |  |  |                 |  |
| Berta di Savoia        |                      | Ancilla d'Aosta          |                                |  |  |       |  |  |                      |  |  |                 |  |
|                        |                      | Olderico Manfredi II     | Olderico Manfredi I            |  |  |       |  |  |                      |  |  |                 |  |
|                        |                      | Olderico Manfredi II     | Olderico Manfredi I            |  |  |       |  |  |                      |  |  |                 |  |
|                        |                      | Olderico Manfredi II     | Prangarda di Canossa           |  |  |       |  |  |                      |  |  |                 |  |
| Adelaide di Susa       |                      | Olderico Manfredi II     |                                |  |  |       |  |  |                      |  |  |                 |  |
|                        |                      | Berta di Milano          | Oberto II                      |  |  |       |  |  |                      |  |  |                 |  |
|                        |                      | Berta di Milano          | Oberto II                      |  |  |       |  |  |                      |  |  |                 |  |
|                        |                      | Berta di Milano          | Railinda di Como               |  |  |       |  |  |                      |  |  |                 |  |
|                        |                      | Berta di Milano          |                                |  |  |       |  |  |                      |  |  |                 |  |